# 8574 Makotoirie
A 8574 Makotoirie (ideiglenes jelöléssel 1996 VC2) a Naprendszer kisbolygóövében található aszteroida. Kobajasi Takao fedezte fel 1996. november 6-án.